# Victor Cădere
Victor Cădere (n. 22 iulie 1891, Buhalnița, jud. Neamț – d. 11 februarie 1980, Bagneux, Franța) a fost un jurist, politician și diplomat român.

## Biografie
A profesat ca avocat. A fost licențiat al Facultății de Drept din Iași (1918) și a devenit în 1919 Doctor în drept al Universității din capitala Moldovei. De asemenea, a devenit Diplomat în Științe politice la Paris în 1924.
A fost deputat în Parlamentul României, membru al delegației României la  Conferința de Pace de la Paris (1919-1920) și conducător al Misiunii Militare Române în Extremul Orient în 1920, Misiune care a avut sarcina repatrierii din Siberia a prizonierilor români din fosta armată austro-ungară. 
A avut o prestigioasă carieră didactică universitară: profesor agregat (1925-1926) și profesor titular (1926-1934) la catedra de Procedură civilă din cadrul Facultății de Drept din Oradea și profesor la catedra de Procedură civilă la Facultatea de Drept a Universității din Cluj (1934). De asemenea, a deținut pentru scurtă vreme înalte funcții administrative: secretar general la Ministerul de Justiție (1930) și rezident regal al ținutului Dunărea de Jos (13 august 1938-1 februarie 1939). 
În calitate de diplomat, a îndeplinit funcțiile de ministru plenipotențiar al României la Varșovia (1 mai 1932 - 15 septembrie 1935); ministru plenipotențiar (1936-1938) și ambasador la Belgrad (1939); trimis extraordinar și ministru plenipotențiar la Lisabona (15 decembrie 1941 - 1 septembrie 1944).
Între anii 1933 - 1934 a fost președintele Federației interaliate a foștilor combatanți (FIDAC).
A fost membru al mai multor instituții științifice și academice: Academia Diplomatică Internațională (1929), Academia de științe din Polonia (1935), Societatea Academică de Geografie (1967), Societatea Portugheză de Geografie (1967), membru corespondent al Academiei de științe Morale și Politice din Franța. A colaborat la prestigioase publicații din Europa și America, este autor a zeci de studii și lucrări de drept internațional, conferențiind la numeroase universități din toată lumea.
Sub regimul comunist, a fost arestat la 7 octombrie 1952 și acuzat de spionaj și legături cu străinătatea pentru că a fost, în timpul guvernării antonesciene, ministru plenipotențiar la Lisabona. Încarcerat la Jilava și, apoi, la Sighet, abia în 1956 a fost judecat și condamnat la 5 ani de închisoare de către un tribunal militar, fiind eliberat la 20 septembrie 1956.
Permițându-i-se să plece din România, a emigrat în Franța, unde a lucrat ca profesor asociat la Universitatea din Paris. Victor Cădere a fost membru corespondent al Institut de France.

## Legături externe
- Fișe de întemnițare: ÎPS Bartolomeu și părintele Boilă – Ziua de Cluj, 24 iulie 2008
- Ubcluj – Scurt istoric
- Tatiana Pokivailova – Septembrie – Decembrie . Contacte româno-britanice pe masa lui Stalin  Arhivat în 24 decembrie 2007, la Wayback Machine.
- 89 lat dyplomacji Rumunia-Polska